# Halorhipis winstonii
Genre
Espèce
Synonymes
- Punctaria winstonii C.L.Anderson, 1894[2]

Halorhipis winstonii  est une espèce d'algues brunes de la famille des Chordariaceae.
Selon AlgaeBase (14 août 2017), ITIS (14 août 2017) et World Register of Marine Species (14 août 2017), cette espèce est en 2017 la seule connue du genre Halorhipis.